# SeaQuest, police des mers
Pour le jeu vidéo, voir Seaquest (jeu vidéo).
SeaQuest, police des mers ou SeaQuest, gardien des océans en Belgique et au Québec (SeaQuest DSV puis SeaQuest 2032) est une série télévisée américaine en deux épisodes de 90 minutes et 55 épisodes de 43 minutes, créée par Rockne S. O'Bannon et diffusée entre le 12 septembre 1993 et le 9 juin 1996 sur le réseau NBC.
En Belgique, la série a été diffusée sous le titre SeaQuest, gardien des océans à partir du 10 septembre 1994 sur RTL-TVI, et au Québec à partir du 29 janvier 1995 sur TQS.
En France, la première saison, et les dix premiers épisodes de la saison 2 ont été diffusés sous le titre SeaQuest, police des mers à partir du 9 juillet 1995 sur TF1, dans l'émission Des millions de copains, animée par Dorothée. La troisième saison a été diffusée en France sur Sci Fi Channel à partir du 18 mars 2008, précédée des épisodes inédits de la saison 2.

## Accroche
XXIe siècle. L’espèce humaine a colonisé le seul endroit inexploré de la Terre : les océans. Moi, Commandant du SeaQuest, ainsi que mon équipage, en sommes les gardiens. Notre avenir est lié à la sauvegarde des océans.

## Synopsis

Comparaison du SeaQuest avec d'autres navires.

En 2018, alors que les hommes ont pratiquement épuisé toutes les ressources naturelles de la Terre, des colonies ont été établies au fond des océans. Ces colonies étant un objet de convoitise de la part de plusieurs nations et corporations, un conflit est évité de justesse. Pour éviter cela, le SeaQuest, un sous-marin hyper-sophistiqué, commandé par Nathan Bridger, est chargé de les protéger.

## Distribution

### Acteurs principaux
- Roy Scheider (VF : Marc Cassot) : Capitaine Nathan Bridger (saisons 1 et 2, puis invité)
- Jonathan Brandis (VF : Mathias Kozlowski) : Lucas Wolenczak
- Don Franklin (VF : Lionel Henry (1re voix, saisons 1 et 2) puis Sidney Kotto (2e voix, saison 3)) : Commander Jonathan Ford
- Stephanie Beacham (VF : Maïk Darah) : Dr Kristin Westphalen (1993-1994)
- Stacy Haiduk (VF : Céline Monsarrat) : Lieutenant Commander Katherine Hitchcock (1993-1994)
- Ted Raimi (VF : Jean-Pierre Leroux (1re voix, saisons 1 et 2) puis Tanguy Goasdoué (2e voix, saison 3)) : Lieutenant Timothy O'Neill
- John D'Aquino (VF : Nicolas Marié) : Lieutenant Benjamin Krieg (1993-1994)
- Marco Sanchez (VF : Laurent Mantel) : Miguel Ortiz (1993-1995)
- Peter DeLuise (VF : Mark Lesser) : Dagwood (1994-1996)
- Rosalind Allen (en) (VF : Séverine Morisot) : Dr Wendy Smith (1994-1995)
- Edward Kerr (en) (VF : Jean-Philippe Puymartin) : Lieutenant James Brody (1994-1996)
- Michael DeLuise (VF : Gilles Tamiz (1re voix, saison 2) puis Geoffrey Vigier (2e voix, saison 3)) : Tony Piccolo (1994-1996)
- Kathy Evison (en) (VF : ? (1re voix, saison 2) puis Marie Zidi (2e voix, saison 3)) : Lieutenant Leonor Helene Henderson (1994-1996)
- Michael Ironside (VF : Hervé Jolly) : Capitaine Oliver Hudson (1995-1996)
- Elise Neal (VF : Fatiha Chriette) : lieutenant J. J. Fredricks (1995-1996)

### Acteurs récurrents
- Royce D. Applegate : le chef de la sécurité Manilow Crocker (1993-1994)
- Robert Engels : Malcolm Lansdowne (1993-1994)
- W. Morgan Sheppard : le professeur (Hologramme du Seaquest)

### Invités
- Shelley Hack : Capitaine Marilyn Stark
- Mark Hamill : Tobias LeConte
- Charlton Heston : Abalon
- Dustin Nguyen : Chef William Chan
- Michael Parks : George LeChein
- Roscoe Lee Browne : Docteur Raleigh Young
- Topol : Docteur Rafik Hassan
- Yaphet Kotto : Capitaine Jack Clayton
- Kellie Martin : Cléo
- Udo Kier : Guy Peche
- David McCallum : Cobb
- David Morse : Lenny Sutter
- Tim Russ : Martin Clemens
- Kent McCord : Commandant Scott Keller
- Steven Williams : Président des États-Unis
- James Shigeta : Président Hoi Chin
- Anthony Denison : Bobby
- David Marciano : Mack
- Jonathan Banks : Scully
- William Shatner : Milos Tezlof
- Luis Guzmán : Général Guzmano
- Kristoffer Tabori : Docteur Wolenczak
- Michael York : Président Alexander Bourne
- Tim DeKay : Lawrence Deon
- Terence Knox : Commandant Michael VanCamp
- Dennis Christopher : Ambassadeur Dillington
- Leslie Hope : Marie Piccolo
- Brittany Murphy : Christine VanCamp
- Tamara Tunie : Laura
- Dom DeLuise : Nick Piccolo
- Seth Green : Mark
- Carl Lumbly : Lamm
- William Russ : Rusty Thomas

 Source et légende : version française (VF) sur RS Doublage

## Épisodes

### Première saison (1993-1994)
1. Être ou ne pas être (To Be or Not to Be) - 1re et 2e partie
2. Retour aux sources (The Devil's Window)
3. Les Merveilles d'Alexandrie (Treasures of the Mind)
4. Échec et Mat (Games)
5. Le Trésor de la fosse de Tonga (Treasure of the Tonga Trench)
6. Frère et Sœur (Brothers and Sisters)
7. Les Anticorps (Give Me Liberté)
8. Le Prix du pardon (Knight of Shadows)
9. Le Triangle des Bermudes (Bad Water)
10. Le Centre de l'univers (The Regulator)
11. Pour une mine d’or (SeaWest)
12. L'Apprentissage de la vie (Photon Bullet)
13. Opération sauvetage (Better Than Martians)
14. Rien que la vérité (Nothing But the Truth)
15. Terre de feu (Greed for a Pirate's Dream)
16. Le Chant des baleines (Whale Song)
17. Tigre ou gazelle (The Stinger)
18. Le Dictateur (Hide and Seek)
19. Soif de pouvoir (The Last Lap at Luxury)
20. La Sirène (Abalon)
21. Le Rendez-vous meurtrier (Such Great Patience)
22. Massacre d'innocents (The Good Death)
23. Un projet grandiose (Higher Power)

### Deuxième saison (1994-1995)
1. Les Daggers [1/2] (Daggers [1/2])
2. Les Daggers [2/2] (Daggers [2/2])
3. Message d'espoir (The Fear That Follows)
4. Le Monstre des profondeurs (Sympathy for the Deep)
5. Une oreille attentive (Vapors)
6. La Vie en vidéo (Playtime)
7. Faux Semblants (The Sincerest Form of Flattery)
8. Une si jolie petite fleur (By Any Other Name)
9. Le Passé effacé (When We Dead Awaken)
10. Frères ennemis (Special Delivery)
11. Le Bout du tunnel (Dead End)
12. Le Monstre des glaces (Meltdown)
13. Le Continent perdu (Lostland)
14. Sandra (And Everthing Nice)
15. La Comète de Keller (Dream Weaver)
16. Solitude (Alone)
17. La Colère de Neptune (Watergate)
18. Le Coffre de Pandore (Something in the Air)
19. Le Maraudeur (Dagger Redux)
20. L'esprit qui marche (Blindsided)
21. Un rêve pour deux (The Siamese Dream)
22. Le Seaquest ne répond plus (Splashdown)

### Troisième saison (1995-1996)
1. Une si longue absence (Brave New World)
2. Un marché de glace (In the Company of Ice and Profit)
3. Portés disparus (Smoke on the Water)
4. Concurrence déloyale (Destination Terminal)
5. La Base secrète (Chains of Command)
6. Contrebande (SpinDrift)
7. Danger planétaire (Equilibrium)
8. La Pointe de la liberté (Resurrection)
9. Des cristaux compromettants (Good Soldiers)
10. Seconde Chance (Second Chance)
11. Cerveau sous contrôle (Brainlock)
12. Premier Amour (Reunion)
13. Armes de guerre (Weapons of War)

## Commentaires
- Robert Duane Ballard de l'institut océanographique de Woods Hole fut, pendant la première saison, la caution scientifique de la série, en présentant à chaque fin d'épisode, un petit topo scientifique plus ou moins en relation avec l'épisode diffusé.

- Produite par Steven Spielberg, cette série n'a pas connu le succès espéré par ses créateurs. On lui a reproché ses manques d'imagination et de dépaysement, éléments indispensables à une série de science-fiction de qualité, ainsi que la faiblesse de ses scénarios.

- L'héroïne de la serie Drôle de Dames Shelley Hack, interprète avec conviction la machiavélique Capitaine Marilyn Stark dans l'épisode pilote.

- Fatigué de son rôle et pressentant la fin proche de la série, Roy Scheider la quitte à la fin de la deuxième saison.

- Rebaptisée SeaQuest 2032 au début de la troisième saison et enrichie de nouveaux personnages, la série ne trouve toujours pas son public et NBC l'annule après treize épisodes.

- Problème de chronologie des épisodes de la saison 3 : le lieutenant Brody apparaît dans l'épisode no 11 de la saison 3 (Cerveau sous contrôle/Brainlock) alors qu'il meurt à la fin de l'épisode no 6 (Contrebande/SpinDrift) en s'interposant pour sauver le lieutenant Léonor Hélène Enderson (interprétée par Kathy Evison), comme confirmé par la réponse du capitaine Hudson au capitaine Bridger au début de l'épisode suivant (no 7 - Danger planétaire/Equilibrium) ; Pour respecter la chronologie, l'épisode no 11 devrait donc prendre place entre les épisodes no 4 et no 6.

- L'épisode pilote, Être ou ne pas être, en deux parties, a été réalisé par Irvin Kershner.

- En France, au milieu des années 1990, plus de 3 millions de téléspectateurs étaient fidèles à la série sur TF1[2].

## Récompenses
- Emmy Award 1994 : Meilleure musique de générique pour John Debney
- Emmy Award 1995 : Meilleure musique de Don Davis pour l'épisode Les Daggers

## DVD (France)
- L'intégralité de la série est sortie en France sous forme de cinq coffrets :

- Seaquest police des mers Saison 1 Partie 1 (4 DVD-9 présentés dans 4 slimpacks sous fourreau cartonné) sorti le 16 octobre 2008 édité par L.C.J. éditions et distribué par L.C.J. éditions. Le ratio écran est en 1.33:1 plein écran 4:3. L'audio est en français 2.0. Pas de sous-titres présents. Pas de bonus présents non plus. Les épisodes inclus sont le téléfilm pilote ainsi que les 10 premiers épisodes. Il s'agit d'une édition Zone 2 Pal. (ASIN B001DXKAD0)
- Seaquest police des mers Saison 1 Partie 2 (4 DVD-9 présentés dans 4 slimpacks sous fourreau cartonné) sorti le 13 février 2009 édité par L.C.J. éditions et distribué par L.C.J. éditions. Le ratio écran est en 1.33:1 plein écran 4:3. L'audio est en français 2.0. Pas de sous-titres présents. Pas de bonus présents non plus. Les épisodes inclus sont les 12 derniers épisodes. Il s'agit d'une édition Zone 2 Pal. (ASIN B001NHRW8M)
- Seaquest police des mers Saison 2 Partie 1 (4 DVD-9 présentés dans 4 slimpacks sous fourreau cartonné) sorti le 16 octobre 2009 édité par L.C.J. éditions et distribué par L.C.J. éditions. Le ratio écran est en 1.33:1 plein écran 4:3. L'audio est en français 2.0. Pas de sous-titres présents. Pas de bonus présents non plus. Les 11 premiers épisodes de la Saison 2 sont inclus. Il s'agit d'une édition Zone 2 Pal. (ASIN B002LK5DRC)
- Seaquest police des mers Saison 2 Partie 2 (4 DVD-9 présentés dans 4 slimpacks sous fourreau cartonné) sorti le 18 août 2010 édité par L.C.J. éditions et distribué par L.C.J. éditions. Le ratio écran est en 1.33:1 plein écran 4:3. L'audio est en français 2.0. Pas de sous-titres présents. Pas de bonus présents non plus. Les 11 derniers épisodes de la Saison 2 sont inclus. Il s'agit d'une édition Zone 2 Pal. (ASIN B003VW52CK)
- Seaquest police des mers Intégrale Saison 3 (4 DVD-9 présentés dans 4 slimpacks sous fourreau cartonné) sorti le 11 janvier 2010 édité par L.C.J. éditions et distribué par L.C.J. éditions. Le ratio écran est en 1.33:1 plein écran 4:3. L'audio est en français 2.0. Pas de sous-titres présents. Pas de bonus présents non plus. Les 13 épisodes de la Saison 3 sont inclus. Il s'agit d'une édition Zone 2 Pal. (ASIN B004FVYQG4)